# Rubicon (episodio de Los 100)
«Rubicon»  —título original en inglés: «Rubicon» es el décimo segundo episodio de la segunda temporada de la serie de televisión estadounidense de ciencia ficción y drama Los 100. El episodio fue escrito por Aaron Ginsburg y Wade McIntyre y dirigido por Mairzee Almas. Fue estrenado el 11 de febrero de 2015 en Estados Unidos por la cadena The CW. 
Clarke (Eliza Taylor) se enfrenta a una elección difícil y Raven (Lindsey Morgan) ayuda a Bellamy (Bob Morley) a navegar por Monte Weather mientras la Dra. Tsing (Rekha Sharma) comienza a cosechar los 47, mientras que Jaha (Isaiah Washington) y Murphy (Richard Harmon) se encuentran con una extraña en su viaje a la Ciudad de la Luz.

## Argumento
Cage, ahora sin máscara, salva a Emerson antes de morir por falta de oxígeno, quien se da cuenta de que el tratamiento con médula ósea está funcionando. En el dormitorio, Jasper le informa a los demás que ha visto a Bellamy dentro del Monte. Jaha con su grupo encuentran a una mujer extraña en el desierto que se ofrece a guiarlos hasta la Ciudad de la Luz a cambio de un poco de agua y que lleven su carreta pero más tarde los traiciona robando sus provisiones. En el Monte Weather, Bellamy busca una forma de ayudar a sus amigos; mientras está en contacto por la radio con Clarke y Raven, escuchan que Cage planea enviar un misil a TonDC esa noche durante la reunión que se llevará a cabo con los 12 clanes. Clarke cabalga a toda velocidad hacia TonDC para advertir a Lexa del peligro. Lexa le explica a Clarke que tomar medidas para salvar a todos en TonDC solo hará que Monte Weather sospeche de que hay un infiltrado entre ellos lo cual comprometerá la misión de Bellamy. Después de una discusión, donde Clarke no está de acuerdo en dejar morir a tanta gente, acepta huir con Lexa de TonDC. Mientras huyen, Clarke ve a su madre llegar a la villa por lo que se regresa a salvar a Abby a pesar de los intentos de Lexa por detenerla para mantenerla a salvo.

## Elenco
- Eliza Taylor como Clarke Griffin.
- Paige Turco como Abigail Griffin.
- Bob Morley como Bellamy Blake.
- Marie Avgeropoulos como Octavia Blake.
- Devon Bostick como Jasper Jordan.
- Lindsey Morgan como Raven Reyes.
- Ricky Whittle como Lincoln.
- Christopher Larkin como Monty Green.
- Isaiah Washington como Theloneus Jaha.
- Henry Ian Cusick como Marcus Kane.

## Curiosidades
- En este episodio mueren más de 250 personajes secundarios: entre ellos la Dra. Tsing (Rekha Sharma) y dos miembros de 'Los 100'.
- En este episodio Emori (Luisa d'Oliveira) realiza su primera aparición.

## Recepción
En Estados Unidos, Rubicon fue visto por 1.36 millones de espectadores, de acuerdo con Tv by the Numbers.

### Recepción crítica
Caroline Preece escribió para Den of Geek: "En algún momento durante su primera temporada, Los 100 cambió de ser un drama de supervivencia adolescente a ser un espectáculo principalmente sobre política de guerra. Claro, hay muchos problemas con la supervivencia cuando estás en un lugar extraño que también es una zona de guerra, pero el enfoque en los límites morales de Clarke y las ramificaciones de algunas de sus decisiones ahora ha cambiado irrevocablemente el espectáculo".
Selina Wilken para Hypable: "Cage lanzó el misil, y Clarke y Lexa se apresuraron por ponerse a salvo cuando Clarke vio a Abby dentro del campamento. Corrió de regreso para salvarla, y solo salieron con vida".
"Pero parece que si bien Clarke pudo haber salvado la vida de su madre, ella perdió completamente su confianza. 'Su sangre está en tus manos, e incluso si ganamos, me temo que no podrás lavarla esta vez', dijo Abby horrorizada antes de dejar a su hija sola en la oscuridad".
Amanda Festa calificó el episodio para TV Fanatic con una puntuación perfecta de 5/5 y agregó: "Mientras Jaha y Murphy emprenden un viaje de fe, el resto de los Arkers no dejan nada al azar en su inminente batalla con Monte Weather. Si bien estas dos historias no podrían estar más separadas, se combinan en "Rubicon" para formar un episodio que es a partes iguales corazón y mente: los 100 en su mejor momento".